# Canzone napoletana classica

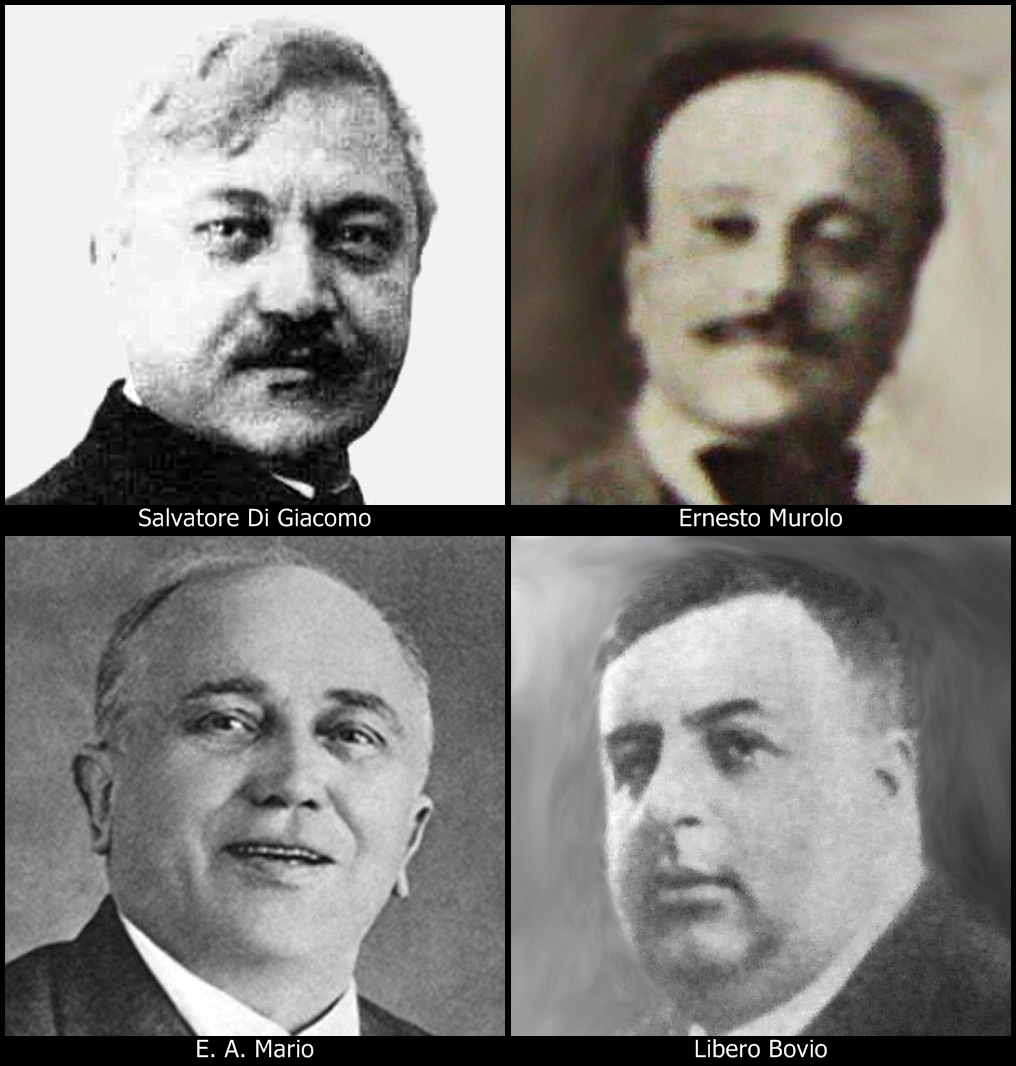
I principali autori e poeti delle canzoni classiche napoletane. In senso orario a partire dalla foto in alto a sinistra: Salvatore Di Giacomo, Ernesto Murolo, Libero Bovio ed E. A. Mario.

La canzone napoletana classica rappresenta un periodo del repertorio musicale della canzone napoletana, sviluppatosi a Napoli dagli inizi dell'Ottocento all'immediato secondo dopoguerra. 
Definita "epoca d'oro" della canzone napoletana, la stessa vede tra gli autori e compositori importanti poeti e parolieri, per lo più napoletani, nonché illustri personalità della lirica che hanno tramandato nel tempo i brani del repertorio.
Due le grandi colonne portanti di questo immenso repertorio: Roberto Murolo e Sergio Bruni, la "voce di Napoli". Memorabili sono le loro antologie della canzone napoletana riproposte più volte nell'arco della loro lunghissima e prestigiosa carriera.
Tra i grandi interpreti non napoletani che hanno eseguito almeno una volta una brano della canzone classica vi sono: Beniamino Gigli, Giuseppe Di Stefano, Plácido Domingo, José Carreras, Elvis Presley, Dean Martin, Andrea Bocelli, Claudio Villa, Al Bano, Lucio Dalla, Renato Zero, Domenico Modugno, Elton John, Paul McCartney, Mina, Luciano Pavarotti, Céline Dion e tanti altri.

## Storia

### Ottocento: gli inizi
Escludendo Villanelle e canti popolari precedenti al 1800, i quali ancora non avevano la struttura melodica e lirica tipica della canzone napoletana propriamente detta, molte fonti collocano la nascita della classica universalmente conosciuta al 1839 e al brano Te voglio bene assaje. Il testo fu scritto da Raffaele Sacco e musicato da Filippo Campanella, anche se si è in seguito diffusa una leggenda popolare che vorrebbe Gaetano Donizetti come autore. La canzone fu presentata il 7 settembre 1839 alla Festa di Piedigrotta.
Proprio le celebrazioni della Festa di Piedigrotta si dimostrarono negli anni l'occasione ideale per l'esibizione dei nuovi pezzi, i quali videro tra gli autori personalità come Salvatore di Giacomo, Libero Bovio, E.A. Mario, Ferdinando Russo, Ernesto Murolo. Con costoro si attribuisce al periodo che cade a cavallo tra Ottocento e Novecento, quello di epoca d'oro della canzone classica napoletana. Persino Gabriele D'Annunzio si è cimentato nella stesura di un brano della canzone classica. Infatti si narra che egli scrisse i versi di A Vucchella (1904) dopo un'accesa discussione con Ferdinando Russo che scommetteva sull'incapacità del poeta pescarese di scrivere in dialetto napoletano.
Tra le composizioni più rilevanti della canzone classica napoletana, appartenenti all'Ottocento, si ricordano:
- Te voglio bene assaje (1839), di Filippo Campanella su testo di Raffaele Sacco
- Fenesta ca lucive (1842), di Guglielmo Cottrau
- Santa Lucia (1849), di Teodoro Cottrau e Enrico Cossovich;
- Funiculì funiculà (1880), di Luigi Denza su testo del giornalista Giuseppe Turco;
- Era de maggio (1885), di Mario Costa su testo di Salvatore Di Giacomo;
- Marechiare (1886), di Francesco Paolo Tosti su testo di Salvatore Di Giacomo;
- Scetate (1887), di Mario Costa su testo di Ferdinando Russo;
- Comme te voglio amà (1887), di Vincenzo Valente;
- 'E spingule frangese (1888), di Enrico De Leva su testo di Salvatore Di Giacomo;
- Lariulà (1888), di Mario Costa su testo di Salvatore Di Giacomo;
- Catarì (1892), di Mario Costa su testo di Salvatore Di Giacomo;
- 'O marenariello  (1893), di Salvatore Gambardella su testo di Gennaro Ottaviano;
- Carcioffolà (1893), di Eduardo Di Capua su testo di Salvatore Di Giacomo;
- Serenata napulitana (1897), di Mario Costa su testo di Salvatore Di Giacomo;
- 'O sole mio (1898), di Eduardo Di Capua su testo di Giovanni Capurro;
- Maria Marì (1899), di Eduardo Di Capua su testo di Vincenzo Russo;

Una modalità molto popolare di esecuzione della canzone napoletana, nata già verso la fine dell'Ottocento, fu la "macchietta". Il termine deriva dal modo di descrivere personaggi e situazioni come fosse in uno schizzo abbozzato in modo caricaturale. Fra gli autori ed interpreti di questo genere vanno ricordati Nicola Maldacea, Nino Taranto e Vittorio Marsiglia.
A dimostrazione del successo e dell'importanza della canzone napoletana ottocentesca, il brano Palummella zompa e vola (1873) fu addirittura proibita per i suoi evidenti contenuti sovversivi, poiché alludeva alla libertà. Per questo motivo, gli autori ne cambiarono il testo anche se il popolo napoletano continuò a cantarne l'originale versione.

### La prima metà del Novecento
Sulla scia del successo raggiunto nel XIX secolo, agli inizi del Novecento si annoverano altre importanti canzoni divenute anch'esse famose in tutto il mondo.
- I' te vurria vasà (1900) di Eduardo Di Capua su testo di Vincenzo Russo;
- Torna a Surriento (1904) di Ernesto De Curtis su testo di Giambattista De Curtis;
- Voce 'e notte (1904), di Ernesto De Curtis su testo di Edoardo Nicolardi;
- 'A vucchella (1904), di Francesco Paolo Tosti su testo di Gabriele D'Annunzio;
- Comme facette mammeta (1906), di Salvatore Gambardella su testo di Giuseppe Capaldo;
- Core 'ngrato (1911), di Salvatore Cardillo su testo di Alessandro Sisca;
- Scetate oj bella (1913), di Michele Salvatore Ciociano su testo di Giuseppe Capaldo;
- 'O surdato 'nnammurato (1915), di Enrico Cannio su testo di Aniello Califano;
- Tu ca nun chiagne (1915), di Ernesto De Curtis su testo di Libero Bovio;
- Reginella (1917), di Gaetano Larna su testo di Libero Bovio;
- Dduje Paravise (1925), di E.A.Mario su testo di Ciro Parente;
- Lacreme napulitane (1925), di Francesco Buongiovanni su testo di Libero Bovio
- 'O paese d' 'o sole (1925), di Vincenzo D'Annibale su testo di Libero Bovio
- Dicitencello vuje (1930), di Rodolfo Falvo su testo di Enzo Fusco;
- Simmo 'e Napule paisà  (1944), di Nicola Valenti su testo di Giuseppe Fiorelli;
- Tammurriata nera  (1944), di  E. A. Mario su testo di Edoardo Nicolardi;
- Munasterio 'e Santa Chiara  (1945), di Alberto Barberis su testo di Michele Galdieri;
- Anema e core (1950), di Salve D'Esposito su testo di Tito Manlio

In questo arco temporale, infine, la canzone napoletana raggiunse il suo massimo spessore, giungendo in ogni parte del mondo e diffondendosi nelle culture musicali internazionali grazie anche alle interpretazioni eseguite dai maggiori tenori del tempo.

### La seconda metà del Novecento

#### Il Secondo dopoguerra: il Festival di Napoli

Renato Carosone.

La Seconda guerra mondiale segnò profondamente la città di Napoli ed anche la canzone non poté sfuggire alla tragicità degli eventi, Munasterio 'e Santa Chiara è la testimonianza più struggente di quel momento ma, come sempre, Napoli riesce anche a sorridere nei momenti più bui; Tammurriata nera fu l'esempio di come l'umorismo partenopeo fosse sempre pronto ad emergere, anche di fronte a fatti tragici.
Il pessimismo esistenziale di Luna rossa di Vincenzo De Crescenzo e Vian (ccà nun ce sta nisciuno, 1950) apre, però, una nuova stagione d'oro della canzone napoletana alla ricerca di una rigenerazione non solo musicale e sempre nel 1950 nello stesso contesto, non si può non segnalare forse l'ultima opera oggetto di trattazione lirico-sinfonica in pagina dichiara notorietà quando venne pubblicata e cantata "Anema e core" in due paradigmatiche eccellenti versioni da Tito Schipa e da Mario Abbate . Se Roberto Murolo diviene l'interprete per eccellenza della canzone tradizionale, Renato Carosone mette a disposizione le sue esperienze di pianista classico e di jazzista, fondendole con ritmi africani e americani e creando una forma di macchietta, ballabile e adeguata ai tempi. Tra i suoi maggiori successi si ricordano: Caravan Petrol, Tu vuò fa' l'americano, Io mammeta e tu, Maruzzella, 'O sarracino e tante altre.
Inoltre va annoverata un'altra importante canzone nata da uno dei più importanti parolieri, poeti ed attori cinematografici e teatrali del XX secolo: Malafemmena (1951), scritta e musicata da Totò.

#### Gli anni sessanta: la parabola ascendente della Canzone Classica

Domenico Modugno.

In pieno novecento la canzone sopravvive grazie al ruolo primario del Festival di Napoli, che tra querelle e scandali riesce a imporre la sua canzone in tutta Italia prima ancora che si affermasse il Festival di Sanremo.
Tra i protagonisti del Festival di Napoli ricordiamo i cantanti napoletani Sergio Bruni, Mario Abbate, Angela Luce, Giacomo Rondinella, Aurelio Fierro, Nunzio Gallo, Mario Trevi, Tony Astarita, Maria Paris, Mirna Doris e Mario Merola. A questi si affiancheranno cantanti provenienti dal Festival di Sanremo, come Domenico Modugno, Claudio Villa, Carla Boni, Wilma De Angelis e Ornella Vanoni, ed attori come Franco Franchi, Nino Taranto, Oreste Lionello e Renato Rascel.
La parabola storica della canzone napoletana termina nella seconda metà degli anni sessanta, quando il Festival entra in crisi (si conclude nel 1970) e la canzone perde ogni legame col suo retaggio classico divenendo espressione del sottoproletariato urbano. La fama di questo genere rimane immutata nonostante il passare del tempo, e tutti i cantanti affermati inseriscono regolarmente alcuni tra i pezzi più famosi nel loro repertorio seguendo le orme di Enrico Caruso e Beniamino Gigli. E proprio sull'esempio dei due grandi tenori, Bruno Venturini rileggerà in chiave lirica i più famosi brani napoletani dal 1800 al 1960, dando vita e continuità ad una significativa opera antologica sulla canzone classica napoletana.
Gli anni sessanta rappresentano il periodo d'oro del Festival della canzone napoletana, dal quale vengono lanciate canzoni come 'A pizza, Scapricciatiello, Guaglione e Lazzarella di Aurelio Fierro, Indifferentemente di Mario Trevi e Mario Abbate, Sciummo e 'O ritratto 'e Nanninella di Sergio Bruni, 'A bbonanema 'e ll'ammore di Nino Taranto, Cerasella di Gloria Christian, Tuppe tuppe mariscià di Maria Paris. Ma questa è anche l'epoca di fenomeni innovativi: Peppino di Capri opera una "fusion" fra melodia partenopea e ritmi di altre culture musicali, imponendosi all'attenzione di critici e pubblico; Peppino Gagliardi rompe gli schemi interpretativi della canzone napoletana; Roberto De Simone e la sua Nuova Compagnia di Canto Popolare non si limita a recuperare e valorizzare la musica folk tradizionale, ma l'arricchisce di elementi di musica colta.
In questo periodo le interpretazioni che più ebbero successo furono indubbiamente quelle di Modugno, di cui si ricordano numerose canzoni scritte e cantate in napoletano. Spiccano su tutte: Resta cu' mme (1958) e Tu sì na cosa grande (1964), per la quale lo stesso autore pugliese scrisse la musica, mentre il testo appartiene a Gigli.

#### Gli anni settanta: il declino e la nascita della canzone neomelodica
Dopo la chiusura del Festival di Napoli nel 1971 , vari sono i tentativi di riportare in auge la Canzone classica napoletana, attraverso manifestazioni e qualche raro accenno da parte della Rai. Gli anni settanta saranno gli anni del cambiamento, con la fusione di varie correnti musicali. Abbiamo il ritorno della sceneggiata, con chiave diversa rispetto a quella nata agli inizi del novecento e con l'introduzione di arrangiamenti che ricordano lo stile del Western all'italiana. Questo filone è portato avanti da Mario Merola, Pino Mauro e Mario Trevi. Contemporaneamente, prima gli Showman e Napoli Centrale, poi Pino Daniele, porteranno nella canzone napoletana il Beat, Rhythm 'n' blues ed il Jazz. Agli inizi degli anni ottanta nascerà quello che, alla fine degli anni '90, verrà definito Neomelodico, con Patrizio (che fu il primo cantante a inventare questo genere), Gigi Finizio, Nino D'Angelo, Mauro Nardi, Carmelo Zappulla e Franco Moreno pionieri del filone.